# امباتوندرازاک سابرباین
امباتوندرازاک سابرباین (به لاتین: Ambatondrazaka Suburbaine) یک سکونتگاه مسکونی در ماداگاسکار است که در آلائوترا-مانگورو واقع شده‌است.

## خصوصیات
امباتوندرازاک سابرباین ۲۰٬۰۰۰ نفر جمعیت دارد و ۹۳۹ متر بالاتر از سطح دریا واقع شده‌است.